# Stephanie Diana Wilsonová
Stephanie Diana Wilsonová (* 27. září 1966 v Bostonu, stát Massachusetts) je americká vědecká pracovnice a kosmonautka. Ve vesmíru byla třikrát.

## Život

### Studium a zaměstnání
Absolvovala střední školu Taconic High School v Pittsfieldu, vysokoškolské vzdělání získala na Harvard University (1988) a v Texaské univerzitě (1992).
V roce 1996 nastoupila do Jet Propulsion Laboratory v Pasadaně.
Téhož roku absolvovala výcvik budoucích kosmonautů v Houstonu, poté byla zařazena do tamní jednotky astronautů NASA.
Zůstala svobodná.

### Lety do vesmíru
Na oběžnou dráhu se v raketoplánu dostala třikrát ve funkci letový specialista, pracovala na orbitální stanici ISS, strávila ve vesmíru 42 dní, 23 hodin a 46 minut. Byla 443. člověkem ve vesmíru, 42. ženou.
- STS-121 Discovery (4. července 2006 – 17. července 2006)
- STS-120 Discovery (23. října 2007 – 7. listopadu 2007)
- STS-131 Discovery (5. dubna 2010 – 20. dubna 2010)